# Club légère
club légère war eine deutsche Funk-Soul-Band aus Ingolstadt.

## Geschichte
Die Band entstand 2004 um den Gitarristen Hakan Cesur, den Schlagzeuger Claus Böhm alias „DJ Oldschool“ und den Bassisten Nils Dinter. Als Leadsängerin fand sich Karin Lindauer alias „Karin Smoothvoice“. Mit den Bläsern Martin Wenninger, Alexandra Feichtlbauer, geb. Görlitz, und Thomas Fieber war das Septett vorerst komplett.
Ein Jahr nach der Gründung nahm die Band im Studio von Magic Mango Music ihre Debüt-Maxisingle Earth Beat auf, die 2006 erschien, auf der sich auch ein Remix von DJ Gillian Gordon findet. Im gleichen Jahr hatte die Band beim regionalen Bandnachwuchswettbewerb Aqua-Turbo-Contest im Ingolstädter Jugendzentrum Fronte '79 gewonnen, der regelmäßig von der Online-Community megazin.de (megazin Media Verlag) veranstaltet wird. Bei einem Voting-Wettbewerb der Plattenfirma EMG im April 2006 siegte die Band mit dem Titel Lifetime der Debütsingle, der dann auf dem Sampler Hitpack New Pop Vol. 3 erschien. Mit dem Gewinn war auch eine Videoproduktion der Münchener Firma PeRo-Film verbunden. Den von EMG für die Endausscheidung ausgelobten Plattenvertrag gewann die die Band letztendlich nicht.
Danach kam es zu Umbesetzungen. Wiederum bei Magic Mango wurde dann 2009 auch ein Album mit 13 Titeln produziert, das Mitte 2010 veröffentlicht wurde. Bei der Release-Veranstaltung im Ingolstädter Bürgerhaus „Diagonal“ spielte die Band in der Besetzung: Karin Lindauer (Leadgesang), Katja Richter (Begleitgesang), Julia Scheufler (Saxophon), Gregor Spreng (Klavier), Hakan Cesur (Gitarre), Nils Dinter (Bass) und Claus Böhm (Schlagzeug).
Lindauer entschied sich 2010 für eine Ausbildung zur Profisängerin in Hamburg und trennte sich von der Band. Nach und nach kam es zu Auflösungserscheinungen. Endgültig löste sich die Formation 2013 auf, nachdem sich auch andere Bandmitglieder anderen Projekten widmeten. Cesur gründete bereits 2012 zusammen mit Michaela Goß und Weiteren die Funkrockband Jammin#July, verblieb aber bis zum Schluss bei club légère.

## Stil
Ihren Musikstil beschrieb die Band als „C-Funk“, was für cluborientierte Funkmusik stand. Die selbst komponierten und arrangierten Lieder bedienen sich dabei auch Elementen aus Soul, Swing und Jazz.

## Diskografie
- 2006: Earth Beat (Single; Magic Mango Music)
- 2006: Lifetime auf Hitpack New Pop Vol. 3 (Samplerbeitrag; EMG Records)
- 2010: Welcome to the Club (Album; Magic Mango Music)